# Drapeau de Baltimore
 (septembre 2024).
Si vous disposez d'ouvrages ou d'articles de référence ou si vous connaissez des sites web de qualité traitant du thème abordé ici, merci de compléter l'article en donnant les références utiles à sa vérifiabilité et en les liant à la section « Notes et références ».

Drapeau de la ville de Baltimore

Le drapeau de Baltimore est le drapeau officiel de la ville américaine de Baltimore (Maryland, États-Unis).
Ce drapeau symbolise le "Battle Monument" (1815-1822), un monument situé à Baltimore et dédié aux vétérans de la guerre de 1812 (1812-1815). On retrouve la même représentation sur le sceau de Baltimore. Le fond, jaune et noir, est constitué des motifs et couleurs de la famille de George Calvert (1579-1632), 1er Baron de Baltimore.